# 丹尼斯·斯特拉夸卢西
丹尼斯·斯特拉夸卢西（西班牙語：Denis Andrés Stracqualursi，1987年10月20日—）是一名阿根廷足球运动员，司职前锋，现时效力于阿根廷足球甲级联赛球队圣洛伦索竞技。

## 俱乐部生涯
斯特拉夸卢西于2007年在阿根廷丙级联赛球队申察勒斯联合开始职业足球生涯。2008年加盟拉普拉塔，并在和1比0击败科隆竞技的比赛中打进他代表拉普拉塔的首个进球。
2010年7月，斯特拉夸卢西租借到堤格雷一年，在租借期满后，堤格雷拥有优先转会权。在2010年春季联赛中，斯特拉夸卢西打进11球，位列射手榜首位。而在2011年秋季联赛中，他又有10球进帐，排名射手榜第三名。
2011年8月，斯特拉夸卢西租借到英超球队埃弗顿一年。9月17日，他在埃弗顿3比1击败维甘竞技的比赛中替补登场，完成英超首秀。在这场比赛中，埃弗顿的第三个进球是由斯特拉夸卢西助攻的。2月11日，他在埃弗顿主场2比0击败切尔西的比赛中射进他在英超的首个进球。
2012年7月，斯特拉夸卢西自由转会加盟阿甲球队圣洛伦索竞技.。

## 荣誉
- 阿根廷足球甲级联赛最佳射手：2010年春季联赛